# Gedalia
Gedalia of Gedalja (Hebreeuws: גְּדַלְיָהוּ, "Jah is groot / heeft Zijn grootheid bewezen") was volgens de Hebreeuwse Bijbel stadhouder in de provincie Juda. Hij werd na de verovering van Jeruzalem in 587 v.Chr. door de Babyloniërs onder Nebukadnezar II aangesteld. Volgens 2 Koningen 25:22 was zijn vader Achikam (die het leven van Jeremia redde - Jeremia 26:24) en zijn grootvader Sjafan (degene die in 2 Koningen 22:8-10 wordt genoemd in relatie tot de ontdekking van een boekrol; sommige onderzoekers denken dat deze boekrol de kern van Deuteronomium bevatte), dus vrijwel zeker uit een edele en vrome familie.
Hij resideerde in Mispa. Na slechts 7 maanden in functie te zijn geweest, kwam hij bij een moordaanslag door Jismaël, zoon van Netanja, om het leven. Deze behoorde tot het leger van het zojuist ten onder gegane Huis van David, dat tevoren over het koninkrijk Juda had geregeerd. Volgens Flavius Josephus vermoordde Jismaël Gedalia toen hij en zijn mannen een banket bijwoonden. Nadat zij Gedalia, zijn garnizoen en alle Joden in zijn gevolg hadden vermoord, wierpen zij hun lijken in de put van Asa. De meeste van de nog niet gedeporteerde Joden vluchtten daarop uit angst voor de Babyloniërs naar Egypte (2 Koningen 25:25-26).
Op de 3e dag van de maand tisjri wordt met een vastendag, de Zom Gedalja, de moord op Gedalia jaarlijks herdacht.